# Żołnierze kosmosu 3: Grabieżca
Żołnierze kosmosu 3: Grabieżca (ang. Starship Troopers 3: Marauder) – niemiecko-południowoafrykańsko-amerykański film akcji z gatunku science fiction z 2008 roku oparty na scenariuszu i reżyserii Edwarda Neumeiera. Wyprodukowany przez Stage 6 Films i Sony Pictures Home Entertainment. Kontynuacja filmów Żołnierze kosmosu (1997) oraz Żołnierze kosmosu 2: Bohater federacji (2004).
Premiera filmu miała miejsce 19 lipca 2008 roku w Japonii oraz 5 sierpnia w Stanach Zjednoczonych.

## Opis fabuły
Pułkownik Rico (Casper Van Dien) ma uratować załogę statku rozbitego na planecie OM-1. Na pokładzie znajdowali się marszałek Anoke (Stephen Hogan) oraz kapitan Lola Beck (Jolene Blalock). Wkrótce okazuje się, że zmutowane owady dysponują nową bronią, która może zagrozić całej ludzkości.

## Obsada
Źródło: Filmweb
- Casper Van Dien jako Johnny Rico
- Jolene Blalock jako Lola Beck
- Marnette Patterson jako Holly
- Boris Kodjoe jako Dix Hauzer
- Stephen Hogan jako Anoke
- Cokey Falkow jako Jingo
- Amanda Donohoe jako admirał Enolo Phid
- Stelio Savante jako Bull Brittles
- Joe Vaz jako Elmo Goniff
- Catherine Oxenberg jako technik

i inni